# Curling na ZOI 2010.
Curling na ZOI 2010. u Vancouveru održavala su se u dvorani Hillcrest Parku.

## Natjecateljski sustav
Igra se po načelu "svatko protiv svakoga".

## Turnir za muškarce

### Zemlje sudionice
Deset momčadi natječe se u muškom turniru u curlingu.
- SAD
- Danska
- Francuska
- Kanada
- Kina
- Njemačka
- Norveška
- Švedska
- Švicarska
- Velika Britanija

## Turnir za žene

### Zemlje sudionice
Ukupno deset momčadi natječe se u ženskom turniru u curlingu.
- SAD
- Danska
- Japan
- Kanada
- Kina
- Njemačka
- Ruska Federacija
- Švedska
- Švicarska
- Velika Britanija

## Vanjske poveznice
- Curling na ZOI 2010.